# NGC 5219
NGC 5219 (NGC 5244) je spiralna galaktika u zviježđu Centauru. Naknadno je utvrđeno da je NGC 5244 ista galaktika.

## Vanjske poveznice
- (engl.) SEDS: NGC 5219
- (engl.) Revidirani Novi opći katalog
- (engl.) Izvangalaktička baza podataka NASA-e i IPAC-a
- (engl.) Astronomska baza podataka SIMBAD
- (engl.) VizieR